# 梅魯國家公園
梅魯國家公園:899是非洲東部國家肯亞的國家公園，位於該國中部，距離首都奈羅比350公里，佔地870平方公里，成立於1966年，野生動物包括非洲象、河馬、獅子、豹、獵豹、黑犀、羚羊等。